# Boemeleffect
Het boemeleffect is een problematisch effect bij het brouwen van bier. Het boemeleffect is het verder oplopen van de temperatuur bij het verwarmen van een grote hoeveelheid vloeistof terwijl het vuur al laag of uit is gezet.
Dit is voornamelijk een probleem bij het brouwen van grotere batches bier. Tijdens het maischen dient de temperatuur van het beslag voor langere tijd constant gehouden te worden. Als hierbij het boemeleffect optreedt kan de temperatuur zover doorschieten dat de enzymen die voor de omzetting van zetmeel naar suiker zorgen afgebroken worden. Hierdoor mislukt het bier.
Het boemeleffect treedt vooral op bij het indirect verwarmen van vloeistof. Bijvoorbeeld met dubbelwandige elektrische ketels waarbij de wand is gevuld met stoom of glycerine. De term boemeleffect is afgeleid van een 'boemeltrein' omdat een trein lang doorrolt als de aandrijving al is gestopt.